# Mofalla station
Mofalla station, belägen i Svebråta i Mofalla socken vid sjön Mullsjön, var en järnvägsstation vid Hjo-Stenstorps Järnväg med tre spår och tre växlar. Persontrafiken upphörde 1961, godstrafiken 1967 och spåren togs bort 1968. 

### Webbkällor
- Hjo-Stenstorps järnväg